# Llista d'asteroides/199701-199800
| Nom      | Designació provisional | Data de descobriment   | Lloc de descobriment | Descobridor/s       |
| -------- | ---------------------- | ---------------------- | -------------------- | ------------------- |
| 199701 - | 2006 HV40              | 21 d'abril de 2006     | Kitt Peak            | Spacewatch          |
| 199702 - | 2006 HB41              | 21 d'abril de 2006     | Kitt Peak            | Spacewatch          |
| 199703 - | 2006 HR42              | 24 d'abril de 2006     | Anderson Mesa        | LONEOS              |
| 199704 - | 2006 HF43              | 24 d'abril de 2006     | Mount Lemmon         | Mount Lemmon Survey |
| 199705 - | 2006 HR45              | 25 d'abril de 2006     | Kitt Peak            | Spacewatch          |
| 199706 - | 2006 HW45              | 25 d'abril de 2006     | Kitt Peak            | Spacewatch          |
| 199707 - | 2006 HU46              | 20 d'abril de 2006     | Kitt Peak            | Spacewatch          |
| 199708 - | 2006 HD56              | 25 d'abril de 2006     | Kitt Peak            | Spacewatch          |
| 199709 - | 2006 HU56              | 19 d'abril de 2006     | Palomar              | NEAT                |
| 199710 - | 2006 HL58              | 30 d'abril de 2006     | Kanab                | E. E. Sheridan      |
| 199711 - | 2006 HR59              | 24 d'abril de 2006     | Socorro              | LINEAR              |
| 199712 - | 2006 HY60              | 28 d'abril de 2006     | Socorro              | LINEAR              |
| 199713 - | 2006 HD65              | 24 d'abril de 2006     | Kitt Peak            | Spacewatch          |
| 199714 - | 2006 HK68              | 24 d'abril de 2006     | Mount Lemmon         | Mount Lemmon Survey |
| 199715 - | 2006 HJ78              | 26 d'abril de 2006     | Kitt Peak            | Spacewatch          |
| 199716 - | 2006 HS79              | 26 d'abril de 2006     | Kitt Peak            | Spacewatch          |
| 199717 - | 2006 HZ81              | 26 d'abril de 2006     | Kitt Peak            | Spacewatch          |
| 199718 - | 2006 HE83              | 26 d'abril de 2006     | Kitt Peak            | Spacewatch          |
| 199719 - | 2006 HV83              | 26 d'abril de 2006     | Kitt Peak            | Spacewatch          |
| 199720 - | 2006 HV84              | 26 d'abril de 2006     | Kitt Peak            | Spacewatch          |
| 199721 - | 2006 HX84              | 26 d'abril de 2006     | Kitt Peak            | Spacewatch          |
| 199722 - | 2006 HS85              | 27 d'abril de 2006     | Kitt Peak            | Spacewatch          |
| 199723 - | 2006 HR86              | 27 d'abril de 2006     | Socorro              | LINEAR              |
| 199724 - | 2006 HE87              | 30 d'abril de 2006     | Kitt Peak            | Spacewatch          |
| 199725 - | 2006 HO87              | 30 d'abril de 2006     | Kitt Peak            | Spacewatch          |
| 199726 - | 2006 HR87              | 30 d'abril de 2006     | Kitt Peak            | Spacewatch          |
| 199727 - | 2006 HJ88              | 30 d'abril de 2006     | Kitt Peak            | Spacewatch          |
| 199728 - | 2006 HF95              | 30 d'abril de 2006     | Kitt Peak            | Spacewatch          |
| 199729 - | 2006 HO101             | 30 d'abril de 2006     | Kitt Peak            | Spacewatch          |
| 199730 - | 2006 HX104             | 19 d'abril de 2006     | Catalina             | CSS                 |
| 199731 - | 2006 HO107             | 30 d'abril de 2006     | Kitt Peak            | Spacewatch          |
| 199732 - | 2006 HR109             | 30 d'abril de 2006     | Catalina             | CSS                 |
| 199733 - | 2006 HY109             | 21 d'abril de 2006     | Palomar              | NEAT                |
| 199734 - | 2006 HK110             | 26 d'abril de 2006     | Siding Spring        | SSS                 |
| 199735 - | 2006 HF111             | 24 d'abril de 2006     | Anderson Mesa        | LONEOS              |
| 199736 - | 2006 HA112             | 30 d'abril de 2006     | Catalina             | CSS                 |
| 199737 - | 2006 HX113             | 25 d'abril de 2006     | Mount Lemmon         | Mount Lemmon Survey |
| 199738 - | 2006 HG115             | 26 d'abril de 2006     | Kitt Peak            | Spacewatch          |
| 199739 - | 2006 HU123             | 24 d'abril de 2006     | Kitt Peak            | Spacewatch          |
| 199740 - | 2006 HX151             | 19 d'abril de 2006     | Mount Lemmon         | Mount Lemmon Survey |
| 199741 - | 2006 HC152             | 26 d'abril de 2006     | Cerro Tololo         | M. W. Buie          |
| 199742 - | 2006 JD                | 1 de maig de 2006      | Wrightwood           | J. W. Young         |
| 199743 - | 2006 JS2               | 2 de maig de 2006      | Mount Lemmon         | Mount Lemmon Survey |
| 199744 - | 2006 JP8               | 1 de maig de 2006      | Kitt Peak            | Spacewatch          |
| 199745 - | 2006 JF9               | 1 de maig de 2006      | Kitt Peak            | Spacewatch          |
| 199746 - | 2006 JZ11              | 1 de maig de 2006      | Kitt Peak            | Spacewatch          |
| 199747 - | 2006 JX13              | 3 de maig de 2006      | Kitt Peak            | Spacewatch          |
| 199748 - | 2006 JD14              | 4 de maig de 2006      | Mount Lemmon         | Mount Lemmon Survey |
| 199749 - | 2006 JH14              | 4 de maig de 2006      | Mount Lemmon         | Mount Lemmon Survey |
| 199750 - | 2006 JO25              | 5 de maig de 2006      | Mount Lemmon         | Mount Lemmon Survey |
| 199751 - | 2006 JL27              | 1 de maig de 2006      | Socorro              | LINEAR              |
| 199752 - | 2006 JS28              | 3 de maig de 2006      | Kitt Peak            | Spacewatch          |
| 199753 - | 2006 JD36              | 4 de maig de 2006      | Kitt Peak            | Spacewatch          |
| 199754 - | 2006 JJ38              | 6 de maig de 2006      | Mount Lemmon         | Mount Lemmon Survey |
| 199755 - | 2006 JD39              | 6 de maig de 2006      | Mount Lemmon         | Mount Lemmon Survey |
| 199756 - | 2006 JN40              | 7 de maig de 2006      | Kitt Peak            | Spacewatch          |
| 199757 - | 2006 JB45              | 7 de maig de 2006      | Mount Lemmon         | Mount Lemmon Survey |
| 199758 - | 2006 JU46              | 1 de maig de 2006      | Socorro              | LINEAR              |
| 199759 - | 2006 JH48              | 5 de maig de 2006      | Anderson Mesa        | LONEOS              |
| 199760 - | 2006 JB50              | 2 de maig de 2006      | Mount Lemmon         | Mount Lemmon Survey |
| 199761 - | 2006 JT50              | 2 de maig de 2006      | Mount Lemmon         | Mount Lemmon Survey |
| 199762 - | 2006 JC56              | 1 de maig de 2006      | Socorro              | LINEAR              |
| 199763 - | 2006 JJ77              | 1 de maig de 2006      | Mauna Kea            | P. A. Wiegert       |
| 199764 - | 2006 KN1               | 20 de maig de 2006     | Reedy Creek          | J. Broughton        |
| 199765 - | 2006 KT3               | 19 de maig de 2006     | Mount Lemmon         | Mount Lemmon Survey |
| 199766 - | 2006 KJ4               | 19 de maig de 2006     | Mount Lemmon         | Mount Lemmon Survey |
| 199767 - | 2006 KW12              | 20 de maig de 2006     | Kitt Peak            | Spacewatch          |
| 199768 - | 2006 KN16              | 21 de maig de 2006     | Mount Lemmon         | Mount Lemmon Survey |
| 199769 - | 2006 KA22              | 19 de maig de 2006     | Catalina             | CSS                 |
| 199770 - | 2006 KB23              | 20 de maig de 2006     | Anderson Mesa        | LONEOS              |
| 199771 - | 2006 KQ23              | 16 de maig de 2006     | Siding Spring        | SSS                 |
| 199772 - | 2006 KY23              | 19 de maig de 2006     | Anderson Mesa        | LONEOS              |
| 199773 - | 2006 KB28              | 20 de maig de 2006     | Kitt Peak            | Spacewatch          |
| 199774 - | 2006 KK30              | 20 de maig de 2006     | Kitt Peak            | Spacewatch          |
| 199775 - | 2006 KL31              | 20 de maig de 2006     | Kitt Peak            | Spacewatch          |
| 199776 - | 2006 KF36              | 20 de maig de 2006     | Kitt Peak            | Spacewatch          |
| 199777 - | 2006 KL53              | 21 de maig de 2006     | Kitt Peak            | Spacewatch          |
| 199778 - | 2006 KW60              | 22 de maig de 2006     | Kitt Peak            | Spacewatch          |
| 199779 - | 2006 KV72              | 23 de maig de 2006     | Kitt Peak            | Spacewatch          |
| 199780 - | 2006 KY75              | 24 de maig de 2006     | Palomar              | NEAT                |
| 199781 - | 2006 KJ80              | 25 de maig de 2006     | Mount Lemmon         | Mount Lemmon Survey |
| 199782 - | 2006 KZ89              | 22 de maig de 2006     | Siding Spring        | SSS                 |
| 199783 - | 2006 KG98              | 26 de maig de 2006     | Kitt Peak            | Spacewatch          |
| 199784 - | 2006 KL105             | 30 de maig de 2006     | Mount Lemmon         | Mount Lemmon Survey |
| 199785 - | 2006 KK110             | 31 de maig de 2006     | Mount Lemmon         | Mount Lemmon Survey |
| 199786 - | 2006 KQ115             | 29 de maig de 2006     | Kitt Peak            | Spacewatch          |
| 199787 - | 2006 LG3               | 15 de juny de 2006     | Kitt Peak            | Spacewatch          |
| 199788 - | 2006 LU3               | 15 de juny de 2006     | Kitt Peak            | Spacewatch          |
| 199789 - | 2006 MV5               | 17 de juny de 2006     | Kitt Peak            | Spacewatch          |
| 199790 - | 2006 MN7               | 18 de juny de 2006     | Kitt Peak            | Spacewatch          |
| 199791 - | 2006 MN9               | 19 de juny de 2006     | Kitt Peak            | Spacewatch          |
| 199792 - | 2006 PJ1               | 6 d'agost de 2006      | Lulin Observatory    | C.-S. Lin, Q.-z. Ye |
| 199793 - | 2006 PK14              | 15 d'agost de 2006     | Palomar              | NEAT                |
| 199794 - | 2006 QF105             | 28 d'agost de 2006     | Catalina             | CSS                 |
| 199795 - | 2006 UB198             | 20 d'octubre de 2006   | Kitt Peak            | Spacewatch          |
| 199796 - | 2006 UN217             | 28 d'octubre de 2006   | Mount Lemmon         | Mount Lemmon Survey |
| 199797 - | 2006 UY240             | 23 d'octubre de 2006   | Mount Lemmon         | Mount Lemmon Survey |
| 199798 - | 2006 UF256             | 27 d'octubre de 2006   | Mount Lemmon         | Mount Lemmon Survey |
| 199799 - | 2006 WY200             | 22 de novembre de 2006 | Mount Lemmon         | Mount Lemmon Survey |
| 199800 - | 2006 YF11              | 21 de desembre de 2006 | Palomar              | NEAT                |